# Klaus Welke

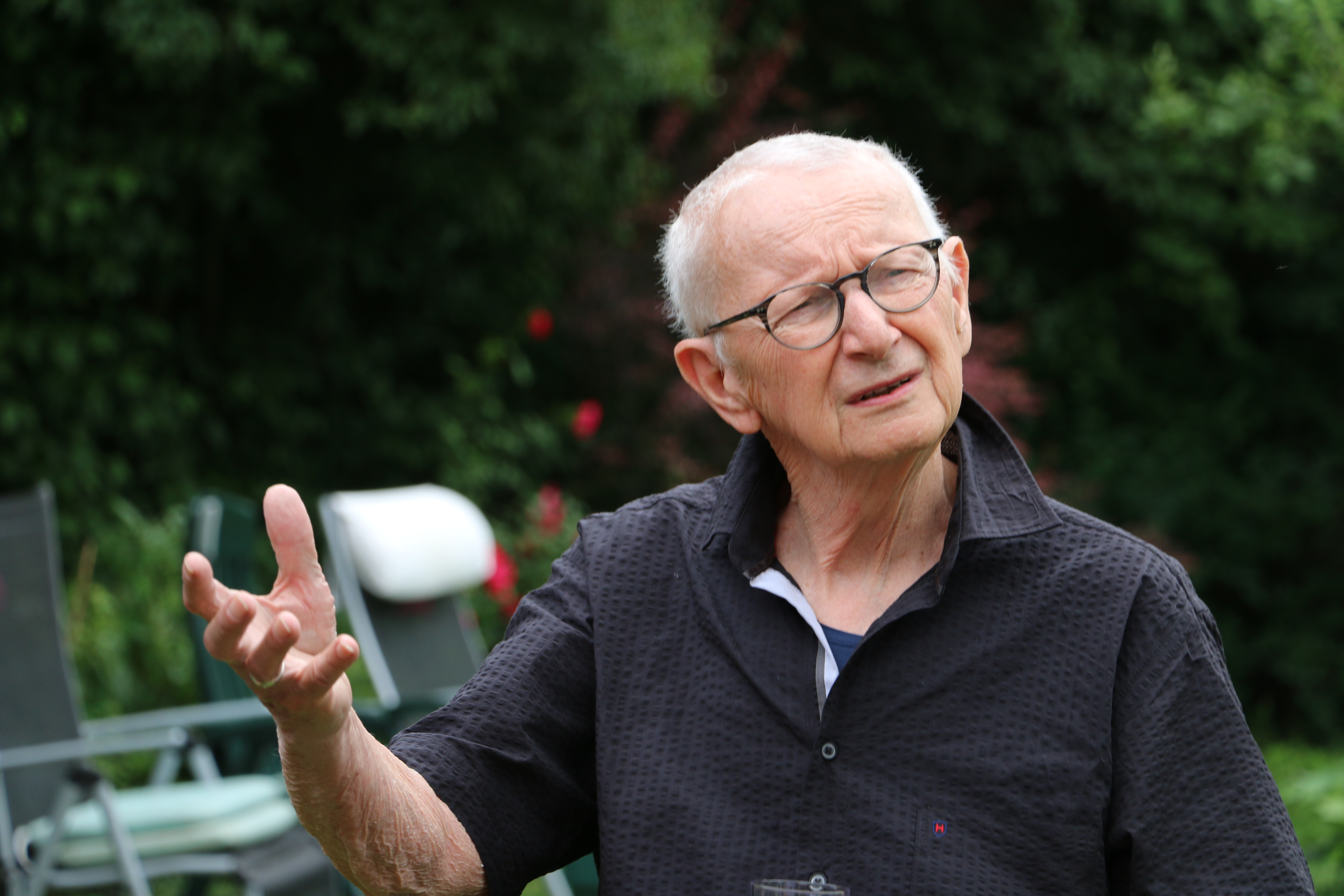
Klaus Welke im Juli 2020

Klaus Moritz Welke (* 5. Juli 1937 in Königsberg, Ostpreußen) ist ein deutscher Sprachwissenschaftler. Er war von 1979 bis 2000 Professor an der Humboldt-Universität zu Berlin. Seit dem Jahre 2004 ist er als Gastprofessor an der Universität Wien tätig. Seine Forschungsschwerpunkte liegen im Bereich der funktionalen Syntax, in der Semantik, in der Valenztheorie und in der Konstruktionsgrammatik des Deutschen. Klaus Welke hat neben zahlreichen Aufsätzen, Handbuchartikeln und Rezensionen auch mehrere Monographien und Studienbücher verfasst sowie mehrere wissenschaftliche Sammelbände herausgegeben. Eine ihm gewidmete Festschrift erschien zu seinem 70. Geburtstag.  

## Biografie
Welke wurde als Sohn des Inhabers eines Landmaschinengeschäfts und einer Lehrerin im ostpreußischen Königsberg geboren.  Am Ende des Zweiten Weltkrieges siedelte die Familie nach Barby (Sachsen-Anhalt) über, wo Klaus Welke 1955 das Abitur ablegte. Von 1955 bis 1960 studierte er Latein und Deutsch an der Humboldt-Universität Berlin und legte 1960 das Staatsexamen für das Lehramt ab. Anschließend erhielt er eine Aspirantur in der Germanistik, die im Jahre 1963 zu seiner Promotion bei Georg Friedrich Meier führte. Die international vielbeachtete Dissertation über das System der Modalverben im Deutschen erschien 1965 im Akademie-Verlag Berlin. Nach der Promotion war Klaus Welke für ein Jahr als Assistent an der Martin-Luther-Universität Halle-Wittenberg tätig, um anschließend als wissenschaftlicher Mitarbeiter an die Humboldt-Universität zu Berlin zurückzukehren. Von hier aus wurde er als Lektor zunächst an die Universität Bagdad (Irak), Anfang der 70er Jahre als außerordentlicher Professor an die Universität Tampere (Finnland) delegiert. 
1971 wurde Klaus Welke zum Hochschul-Dozenten und 1979, vier Jahre nach der Habilitation, auf den Lehrstuhl für Sprachtheorie an der damaligen Sektion Germanistik der Humboldt-Universität zu Berlin berufen.  
Mitte der 80er Jahre erhielt Klaus Welke über das Fulbright-Programm die Gelegenheit zu einem mehrmonatigen Studienaufenthalt an der University of Minnesota (Minneapolis/St. Paul). Von 1986 bis 1989 war Klaus Welke als Professor an der Universität Kairo tätig. Hier lernte er u. a. Renate Faistauer (Wien) sowie Helmut Glück und Wolfgang W. Sauer kennen. Mit den beiden Letztgenannten gab er 1992 im Georg-Olms-Verlag den Sammelband Die deutsche Sprache nach der Wende heraus.
Ab dem Jahre 2000 unterrichtete Klaus Welke als Gastprofessor in der Deutsch-Abteilung der Kodolányi Janos Gesamthochschule in Székesfehérvár/Ungarn (2004–2007) und an der Universität Wien (bis heute).
Relativ früh – nicht zuletzt unter dem Einfluss von Wilhelm Bondzio und in theoretisch-konzeptioneller Auseinandersetzung mit ihm, vor allem aber auch mit Gerhard Helbig – begann sich Klaus Welke für die Valenztheorie zu interessieren. Von Beginn an vertrat er das Konzept einer semantischen Valenztheorie, das zugleich Anregungen aus anderen Richtungen der internationalen linguistischen Forschung wie der Kasustheorie, der lexikalistischen Richtung der generativen Grammatik und der Prototypentheorie produktiv aufnahm und ihn später zur Beschäftigung mit grundsätzlichen Fragen der Konstruktionsgrammatik führte.  
In den 90er Jahren wandte sich Klaus Welke neben der Weiterführung valenztheoretischer Untersuchungen verstärkt der funktional orientierten Syntax zu. Im Ergebnis dieser Forschungen entstanden die Bände „Funktionale Satzperspektive“ (1992) und „Deutsche Syntax funktional“ (2002). Darin nehmen die Begriffe ‘Perspektivierung’ als Teil sprachlich-operationaler Tätigkeit und ‘Prototypensemantik’ einen ebenso zentralen Platz ein wie in der 2005 erschienenen Monographie „Tempus im Deutschen. Rekonstruktion eines semantischen Systems“. Seine Überlegungen führten ihn nach der Jahrtausendwende zur Konstruktionsgrammatik.

## Schriften (Auswahl)

### Als Autor
- Untersuchungen zum System der Modalverben in der deutschen Sprache der Gegenwart. Ein Beitrag zur Erforschung funktionaler und syntaktischer Beziehungen. (Schriften zur Phonetik, Sprachwissenschaft und Kommunikationsforschung. 10). Berlin: Akademie-Verlag 1965. (zugl. Dissertation Humboldt-Universität zu Berlin 1963).
- Aspekte eines operativen Konzepts der Bedeutung und der Grammatik. Dissertation B [= Habilitationsschrift]. Humboldt-Universität zu Berlin 1975. 2 Bände. Unveröffentlichtes Typoskript.
- Einführung in die Valenz- und Kasustheorie. Leipzig: Bibliographisches Institut 1988.
- Funktionale Satzperspektive. Ansätze und Probleme der funktionalen Grammatik. Münster: Nodus-Publikationen 1992. 2., durchgesehene und überarbeitete Auflage 1993. ISBN 3-89323-230-3.
- Deutsche Syntax funktional. Perspektiviertheit syntaktischer Strukturen. (Stauffenburg Linguistik; 22).Tübingen: Stauffenburg 2002. 2., bearbeitete Auflage 2005. ISBN 3-86057-723-9.
- Tempus im Deutschen. Rekonstruktion eines semantischen Systems. (Linguistik, Impulse & Tendenzen; 13). Berlin, New York: Walter de Gruyter 2005. ISBN 978-3-11-018394-8.
- Einführung in die Satzanalyse. Die Bestimmung der Satzglieder im Deutschen. (de Gruyter Studienbuch). Berlin, New York: Walter de Gruyter 2007. ISBN 978-3-11-018937-7.
- Valenzgrammatik des Deutschen. Eine Einführung. (de Gruyter Studienbuch). Berlin, New York: Walter de Gruyter 2011. ISBN 978-3-11-025419-8.
- Konstruktionsgrammatik des Deutschen. Ein sprachgebrauchsbezogener Ansatz. (Linguistik, Impulse & Tendenzen; 77). Berlin, Boston: Walter de Gruyter 2019.  ISBN 978-3-11-061146-5.

### Als Herausgeber
- Sprache – Bewusstsein – Tätigkeit. Zur Sprachkonzeption Wilhelm von Humboldts. Berlin: Akademie-Verlag 1986.
- [mit Renate Neurath] Lexikologie und Lexikographie: Vorträge der IV. Sprach-wissenschaftlichen Konferenz DDR – Finnland, Humboldt-Universität zu Berlin, 3.–5. September 1986. (Linguistische Studien. Reihe A. 160). Berlin: Akademie der Wissenschaften der DDR. Zentralinstitut für Sprachwissenschaft 1988.
- [mit Wolfgang W. Sauer und Helmut Glück] Die deutsche Sprache nach der Wende. (Germanistische Linguistik. 110–111). Hildesheim/Zürich/New York: Georg Olms 1992. ISBN 3-487-09627-7.
- [mit Werner Thielemann] Valenztheorie – Werden und Wirkung. Wilhelm Bondzio zum 65. Geburtstag. Münster: Nodus-Publikationen 1994. ISBN 3-89323-252-4.
- [mit Werner Thielemann] Valenztheorie – Einsichten und Ausblicke. Münster: Nodus-Publikationen 2001. ISBN 3-89323-284-2.

### Festschrift für Klaus Welke
- Hartmut E. H. Lenk & Maik Walter: Wahlverwandtschaften. Valenzen – Verben – Varietäten. Festschrift für Klaus Welke zum 70. Geburtstag. (Germanistische Linguistik; 188–189). Hildesheim, Zürich, New York: Georg Olms 2007. ISBN 978-3-487-13411-6.